# City of Angels - La città degli angeli
City of Angels - La città degli angeli (City of Angels) è un film del 1998 diretto da Brad Silberling, ispirato a Il cielo sopra Berlino (1987) di Wim Wenders.

## Trama
La dottoressa Maggie Rice è una stimata e bravissima cardiologa che lavora in un grande ospedale di Los Angeles. Durante un intervento che sembrava di routine e praticamente riuscito, il paziente muore sotto i ferri. In seguito a questo episodio, la dottoressa Rice va incontro a una profonda crisi, che la porta a dubitare di se stessa e delle sue capacità. All'interno dell'ospedale vi è anche Seth, un angelo immortale vestito di nero che ha il compito di offrire conforto spirituale ai malati e di accompagnare i morenti nel loro ultimo viaggio. Egli è invisibile e solo chi sta per morire può avvertirne la presenza. Seth è al fianco dell'anima dell'uomo che muore durante l'operazione della dottoressa Rice.
Avvertita la straordinaria forza della donna, la sua determinazione e in seguito la sua disperazione, Seth se ne innamora. Parallelamente a questo sentimento, cresce in lui il desiderio di provare le stesse sensazioni dei comuni esseri umani. Seth decide allora di palesarsi agli occhi di Maggie per aiutarla a superare la crisi, conquistandone gradualmente la fiducia e il cuore. Maggie, tuttavia, nutre ancora dei dubbi su quello strano ragazzo che non le dà il suo numero di telefono, non ha mai fame o sonno e se si taglia non versa sangue e non prova dolore. Seth comprende che Maggie non potrà mai stare con lui se resterà un angelo, decide così di compiere l'unica azione possibile, e cioè "cadere", abbandonare la condizione di creatura ultraterrena e diventare uomo a tutti gli effetti. Viene aiutato in questo passaggio da Nathaniel Messinger, un uomo che poi scopre essere un suo ex "collega" angelo, anch'egli caduto molti anni prima per amore della donna che poi avrebbe sposato. Messinger conosce Seth in ospedale ed è l'unico che può vederlo anche se non in reale pericolo di morte (ed è comunque anch'egli un paziente di Maggie). Comprendendo il suo disagio e il suo bisogno di una guida, lo instrada agli aspetti più squisitamente goderecci della vita terrena, lodando e appoggiando la sua scelta di fare il "salto".
Seth continua a riunirsi con i suoi simili al tramonto sulla spiaggia (momento in cui gli angeli si "confrontano" sulle azioni compiute), ma è chiaro che la decisione è ormai presa. Il metaforico "salto" dalla condizione angelica a quella umana viene estrinsecato in un volo dai ponteggi di un palazzo in costruzione, in cui Seth si ferisce. Sanguinando e percependo il dolore capirà di essere riuscito nel suo intento. Ora può finalmente amare liberamente Maggie, che ricambia con ardore i suoi sentimenti; ma il destino è in agguato per Seth, sotto forma di un camion che spezza tragicamente il suo sogno d'amore. In un finale amaro, egli comprende che il mondo e la vita umana sono comunque meravigliosi e intensi, e vale quindi la pena viverli fino in fondo.

## Colonna sonora
La colonna sonora del film annovera alcune delle firme più prestigiose della storia della musica, tra cui U2, Jimi Hendrix, Peter Gabriel ed Eric Clapton, e ha riscosso un enorme successo commerciale, diventando una delle colonne sonore di maggior successo degli anni novanta. I due singoli Iris dei Goo Goo Dolls e Uninvited di Alanis Morissette vennero pubblicati nel marzo del 1998 e ottennero anch'essi un grandissimo successo internazionale.

## Curiosità
La locandina appare nel film anime  "Touch - Miss Lonely Yesterday" diretto da Akinori Nagaoka tratto dal manga di Mitsuru Adachi.

## Riconoscimenti
- 1999 - Golden Globe
  - Nomination Migliore canzone originale (Uninvited) a Alanis Morissette
- 1999 - Saturn Award
  - Nomination Miglior film fantasy
  - Nomination Miglior attrice protagonista a Meg Ryan
  - Nomination Miglior attore non protagonista a Dennis Franz
- 1999 - Grammy Award
  - Nomination Miglior canzone (Uninvited) a Alanis Morissette
  - Nomination Miglior composizione strumentale a Gabriel Yared
- 1999 - MTV Movie Awards
  - Nomination Miglior coppia a Nicolas Cage e Meg Ryan
  - Nomination Miglior canzone (Iris) a Goo Goo Dolls
- 1999 - Satellite Award
  - Nomination Miglior colonna sonora a Gabriel Yared
- 1998 - Bogey Awards
  - Bogey Award
- 1999 - MTV Video Music Awards
  - Nomination Miglior video da un film a Goo Goo Dolls
- 1999 - Teen Choice Awards
  - Colonna sonora dell'anno
- 1999 - ASCAP Award
  - Miglior canzone (Uninvited) a Alanis Morissette
  - Top Box Office Films a Gabriel Yared e David Zippel
- 1999 - Blockbuster Entertainment Awards
  - Miglior attore in un film drammatico/romantico a Nicolas Cage
  - Miglior colonna sonora
  - Nomination Miglior attrice in un film drammatico/romantico a Meg Ryan
  - Nomination Miglior attore non protagonista in un film drammatico/romantico a Dennis Franz
- 1999 - BMI Film & TV Award
  - Miglior canzone (Iris) a Johnny Rzeznik
- 1999 - Image Award
  - Nomination Miglior attore non protagonista a Andre Braugher
- 1997 - California on Location Awards
  - Compagnia produttiva dell'anno (Desire Entertainment)
- 1999 - Online Film & Television Association
  - Miglior canzone originale (Uninvited) a Alanis Morissette